# Strabismus deorsoadductorius
Als Strabismus deorsoadductorius bezeichnet man eine spezielle Symptomatik innerhalb der Schielheilkunde (Strabologie).

## Form
Man versteht hierunter die angeborene Schielstellung eines Auges in Form eines zunehmenden Tieferstandes  (Hypotropie) bei verstärkter Blickwendung zur Nase hin (Adduktion). Das Ausmaß der vertikalen Schielabweichung bleibt bei Blick oben und unten relativ konstant, ist also konkomittierend. Häufig ist mit dem Strabismus deorsoadductorius ein sogenanntes A-Symptom verbunden, die Zunahme eines horizontalen Innenschielwinkels bei Blick nach oben, bzw. dessen Abnahme bei Blick nach unten.

## Ätiologie
Als Ursache eines Strabismus deorsoadductorius wird in der Regel eine angeborene Störung der schrägen Augenmuskeln, also eine Überfunktion des Musculus obliquus superior und Unterfunktion des Musculus obliquus inferior, angenommen. Über die genaue Entstehung dieser Schielform ist man sich in der Wissenschaft offenbar noch uneins. Es werden unterschiedliche Szenarien diskutiert, die von frühkindlichen Paresen bis zur Möglichkeit von Fehlinnervationen reichen. Manche halten auch den Tieferstand für das primäre Krankheitsbild und die Horizontalabweichung für ein Sekundärmerkmal. Zusammenfassend scheint jedoch eine Störung im gesamten Zusammenspiel von schrägen und geraden Synergisten und Antagonisten vorzuliegen.

## Therapie
Da ein Strabismus deorsoadductorius fast immer mit einem horizontalen Innenschielen einhergeht, wird bei einer operativen Intervention (Schieloperation) meistens zuerst dieses Einwärtsschielen reduziert. Hierbei ergibt sich im Allgemeinen von selbst in der Primärposition eine Verbesserung des Tieferstandes, der ja besonders in Adduktion auftritt. Gleichwohl kann die Störung der Mm. obliqui ebenfalls eine Auswirkung auf den horizontalen Schielwinkel bei Blick nach oben und unten haben, weshalb dieser Aspekt eine, den Befunden entsprechende, Operation notwendig machen kann. Je nach Ausmaß der horizontalen Abweichung bei Blick oben oder unten wird eine entsprechende Verteilung der Dosierung auf die beiden Mm. obliqui erfolgen, ggf. ein Eingriff auch nur an einem der beiden Muskeln vorgenommen.

## Differentialdiagnose
Als konkomittierende Schielform ist der Strabismus deorsoadductorius von einer, ggf. isolierten, Parese des Musculus obliquus inferior abzugrenzen, die in der Regel inkomittierende Schielabweichungen aufweist.